# 독일 U-21 축구 국가대표팀
독일 U-21 축구 국가대표팀(독일어: deutsche U-21-Fußballnationalmannschaft)은 독일을 대표하는 21세 이하 축구 국가대표팀이다.

## 국제 대회 경력

### UEFA U-21 축구 선수권 대회
유럽 U-21 대회 본선에는 14번 참가하여 3번의 대회에서 우승컵을 들어올렸고 2번의 대회에서 준우승을 차지하는 등 6번의 대회에서 4강 이상의 성적을 거두었다.

## 주요 대회 성적

### 올림픽
| 연도                                       | 결과      | 경기      | 승        | 무        | 패        | 득점      | 실점      |           |
| ------------------------------------------ | --------- | --------- | --------- | --------- | --------- | --------- | --------- | --------- |
| 모든 연령의 선수 참가에서 23세 이하로 변경 |           |           |           |           |           |           |           |           |
| 1992년                                     | 예선 탈락 | 예선 탈락 | 예선 탈락 | 예선 탈락 | 예선 탈락 | 예선 탈락 | 예선 탈락 | 예선 탈락 |
| 1996년                                     | 예선 탈락 | 예선 탈락 | 예선 탈락 | 예선 탈락 | 예선 탈락 | 예선 탈락 | 예선 탈락 | 예선 탈락 |
| 2000년                                     | 예선 탈락 | 예선 탈락 | 예선 탈락 | 예선 탈락 | 예선 탈락 | 예선 탈락 | 예선 탈락 | 예선 탈락 |
| 2004년                                     | 예선 탈락 | 예선 탈락 | 예선 탈락 | 예선 탈락 | 예선 탈락 | 예선 탈락 | 예선 탈락 | 예선 탈락 |
| 2008년                                     | 예선 탈락 | 예선 탈락 | 예선 탈락 | 예선 탈락 | 예선 탈락 | 예선 탈락 | 예선 탈락 | 예선 탈락 |
| 2012년                                     | 예선 탈락 | 예선 탈락 | 예선 탈락 | 예선 탈락 | 예선 탈락 | 예선 탈락 | 예선 탈락 | 예선 탈락 |
| 2016년                                     | 본선 진출 | 본선 진출 | 본선 진출 | 본선 진출 | 본선 진출 | 본선 진출 | 본선 진출 |           |
| 합계                                       | 0/6       | 0         | 0         | 0         | 0         | 0         | 0         |           |

## 역대 감독
| 감독        | 임기        |
| ----------- | ----------- |
| 슈테판 쿤츠 | 2016 ~ 2021 |

## 같이 보기
- 독일 축구 국가대표팀